# Zeitgeist concert
Zeitgeist concert is de registratie van het concert dat Tangerine Dream op 1 april 2010 gaf in de Royal Albert Hall in Londen. De band heeft dan al jaren een stabiele samenstelling. Jaarlijks componeert en produceert de band (Edgar Froese) nieuwe muzieknummers die als een album op CD worden uitgebracht. Het concert werd voorafgegaan door een viertal cellisten. Met album en concert vierde de band twee jubilea. Het was 40 jaar geleden dat het eerste album van TD uitkwam en 35 jaar geleden dat de band voor het eerst optrad in de Royal Albert Hall.
Er is ook een dvd uitgebracht onder de titel Zeitgeist, Live in Lisbon 2010, dat bevat een registratie van een concert in Lissabon uit dezelfde tournee.

## Musici
- Hetty Snell, Zoe Marshall, Staphanie Oade en Rebecca J. Herman – cello
- Edgar Froese – toetsinstrumenten, gitaar
- Linda Spa – piano, saxofoons, dwarsfluit en toetsinstrumenten
- Iris Camaa – slagwerk en percussie, zang
- Thorsten Quaeschning – piano, toetsinstrumenten, zang
- Bernard Biebl – gitaar, elektrische viool, zang

## Muziek
| Nr. | Titel                           | Duur |
| --- | ------------------------------- | ---- |
| 1.  | Cello opening                   | 3:48 |
| 2.  | Piano Improvisation/The Whip    | 3:07 |
| 3.  | Rubycon 2010                    | 6:09 |
| 4.  | Phaedra 2005                    | 5:05 |
| 5.  | Stratosfear ‘95                 | 6:37 |
| 6.  | Kiev Mission 2000               | 4:38 |
| 7.  | Song of the whale               | 4:05 |
| 8.  | No Man’s Land (Hyperborea 2008) | 2:59 |
| 9.  | Poland                          | 4:20 |
| 10. | Dream Puzzle (Tangram 2008)     | 3:58 |
| 11. | Ayumy’s Loom                    | 3:51 |
| 12. | Cloudburst Flight 2008          | 8:23 |
| 13. | Order Of The Ginger Guild       | 5:02 |
| 14. | Warsaw In The Sun               | 5:59 |
| 15. | Cinnamon Road (Hyperborea 2008) | 3:58 |
| 16. | Death Of A Nightingale          | 6:18 |

| Nr. | Titel                                                   | Duur |
| --- | ------------------------------------------------------- | ---- |
| 1.  | Alchemy Of The Heart                                    | 6:16 |
| 2.  | Astrophel/Stella (String Version)                       | 5:06 |
| 3.  | Oracular World                                          | 5:23 |
| 4.  | Gymnopédies                                             | 3:03 |
| 5.  | Mombasa                                                 | 5:39 |
| 6.  | The Halloween Cast (Rolling The World’s Pumpkin Part I) | 9:01 |
| 7.  | Carmel Calif                                            | 7:43 |
| 8.  | Boat to China                                           | 7:59 |
| 9.  | Bells of Accra                                          | 8:06 |
| 10. | Transition                                              | 6:56 |
| 11. | Trauma                                                  | 9:19 |

| Nr. | Titel              | Duur |
| --- | ------------------ | ---- |
| 1.  | Iris’ Vocal Solo   | 1:13 |
| 2.  | Logos Part I       | 4:05 |
| 3.  | One Night In Space | 7:31 |
| 4.  | Hamlet             | 9:16 |
| 5.  | Long Island Sunset | 6:50 |
| 6.  | Norwegian Wood     | 5:30 |
| 7.  | Closing Words      | 3:50 |